# 토르키아라
토르키아라(이탈리아어: Torchiara)는 이탈리아 캄파니아주 살레르노도에 있는 코무네이다.